# Verfassungsreferendum in Dahomey 1964
Das Verfassungsreferendum in Dahomey 1964  fand am 5. Januar 1964 statt.
Hauptinhalte der Verfassungsänderung waren die Änderung des Regierungssystems in ein präsidentielles System, die Aufhebung der Amtszeitbeschränkung für den Präsidenten und die Einführung eines Einkammerparlaments.
Die Wahlbeteiligung lag bei 92,1 %, 1.051.614 Wähler waren registriert.

## Ergebnisse
| Option                 | Stimmen | Anteil  |
| ---------------------- | ------- | ------- |
| Ja                     | 966.292 | 99,8 %  |
| Nein                   | 1.318   | 0,2 %   |
| Ungültige/Leere Zettel | 619     | –       |
| Gesamt                 | 968.229 | 100,0 % |